# カキノミタケ
カキノミタケ（柿之実茸、Penicilliopsis clavariiformis Solms-Laubach）は、ユーロチウム目マユハキタケ科カキノミタケ属に属する子嚢菌類のキノコの一種である。

## 形態

### 無性世代（アナモルフ）
子実体は分生子束の形態をとり、肉眼的には高さ1-5cm程度の円錐状をなす。最も太い部分の径2-4mm程度で、しばしば荒く分岐して鹿角状を呈し、表面はざらつき、初めはくすんだ黄色であるが成熟すると帯緑黄色からオリーブ灰色となり、無数の分生子を形成して粉状をなすに至る。
分生子束の主幹は、淡黄色で比較的太い無性菌糸の束からなり、その表面に分生子柄が密生する。分生子柄は長さ400μｍ程度、ときに短い枝を生じて二叉または三叉分岐し、菌糸は無色または淡黄褐色、少数の隔壁を有し、先端は僅かに膨らんで4-6本のメトレを形成する。メトレは比較的短く、僅かに樽状に膨らみ、その頂端に4-8本ずつフィアライドを着ける。フィアライドは上方に向かって細まったアンプル状をなし、先端から次々と分生子を押し出し、もつれ合った数珠状の分生子の連鎖を作る。分生子は楕円形から卵形または西洋ナシ形、厚壁で表面はほとんど平滑、かすかに黄色みを帯び、油滴などを含まない。

### 有性世代（テレオモルフ）
子実体は一種の子座をなし、類球形ないし歪んだ塊状を呈し、短い柄の先端に単一または複数が集合して形成され、柄との境界はやや明瞭、径2-7mm程度、幼時はくすんだ橙黄色であるが次第に赤褐色となり、しばしば不規則な亀裂を生じることがある。子座の壁は厚み200-450μｍ程度で、やや厚い壁を持つ多角形の細胞群で構成される。子座の内部は、未熟なものではほぼ白色の菌糸で満たされるが、成熟すれば、それらの菌糸の間に不規則に散在した子嚢を生じる。子嚢は卵形ないし類球形で無色・薄壁、内部に2-8個の子嚢胞子を形成し、胞子が成熟すれば消失する。胞子は楕円形・薄壁で無色またはかすかに黄色を帯び、表面は通常は縦方向に走る低い脈状あるいは翼状の隆起をこうむるが、時には隆起がやや横方向に生じたり、まれにはとげ状突起を生じるのみで脈を欠く場合もあり、内部には油滴を含まない。

## 生態
夏から初秋にかけて、地上に落ちたカキ属（カキ・リュウキュウマメガキなど）の種子に生じることが多く、子実体が形成されていないカキの種子を分離源として培地上に接種するとしばしば分離される。土壌から分離される場合もある。また、ホンドタヌキの糞の中に排泄されたカキの種子の上で無性世代の子実体が形成された例が、数多く見出されている。
種子（胚乳）に含まれるマンナンを栄養源として利用する性質がある。熱帯地域では、カキの胚乳と同様にマンナンを含有するヤシ科の植物の種子上に発生した例があり、ナンヨウスギの種子上で見出された記録も知られている。
コンニャクの塊茎を乾燥・粉砕したこんにゃく粉（マンナンを多量に含む）を用いて培養することも可能である。実験室内ではバレイショ・ブドウ糖寒天培地上でもよく生育し、旺盛に分生子を形成するが、完全世代を作ることはなく、また37℃では生育が止まる 。なお、二次代謝産物として、ペニシリオプシン（Penicilliopsin）と呼ばれる黄色色素を産生することが知られている。

## 分布
原産地はジャワであり、東南アジア・南米・アフリカあるいはニューギニアなどの熱帯から亜熱帯地域に広く分布する。日本では大分県・鳥取県・東京都および神奈川県などからの記録がある。

## 類似種
カキノミタケ属の日本産種は本種一種のみであり、他に類似するきのこはなく、カキの種子上に発生する点で容易に同定することができる。同属のペニキリオプシス=プセウドコルディケプス（和名なし）Penicilliopsis pseudocordyceps　H. M. Hsieh & Y. M. Ju は台湾から記録された菌であるが、子嚢胞子がはるかに大きく、有性世代の子実体は柄を欠くことで区別されている。